# Carbyn
Carbyn eller acetylensk carbon er carbon-kæder (kulstof-kæder) med mange tusinde kulstof-atomer på række. Den kemiske formel er (−C≡C−)n. Indtil nu er der fremstillet carbyn med op til ca. 6.000 kulstof-atomer. Fremstillingen er muliggjort ved at benytte dobbelt-væggede kulstof-nanorør, “grafen-tubes” som reaktorer, der samtidig giver et beskyttende kemisk miljø.

Efter forskernes udtalelser skulle carbyn have helt fantastiske egenskaber:
 “According to theoretical models, carbyne’s mechanical properties exceed all known materials, outperforming both graphene and diamond.”
“Carbyne’s electrical properties suggest novel nanoelectronic applications in quantum spin transport and magnetic semiconductors.”